# Ferhat Mehenni
Ferhat Mehenni (en cabilenc: ⴼⵔⵃⴰⵜ ⵎⵀⵏⵉ; Illoula Oumalou, província de Tizi Uzu, 5 de març de 1951) és un músic i polític amazic. És portaveu del Moviment per l'Autodeterminació de la Cabília (MAK) a Algèria.

## Biografia
Fehrat Mehenni és fill d'un combatent la Guerra d'Algèria. Va anar a una escola primària a Alger i més endavant va continuar els seus estudis a la ciutat de Larbaâ Nath Irathen, on va aprovar la selectivitat el 1971. Després va estudiar Ciències Polítiques a la Universitat d'Alger, on es va interessar per la política amazic. Durant aquest temps va treballar a la revista cultural Taftilt («Llum»), que després va canviar el seu nom per Itri («Estrella»).
L'abril de 1973 va participar en un festival de música tradicional algeriana. Les seves cançons van ser objecte de denúncia en ser considerades subversives pel règim autoritari de Houari Boumédiène, a la vegada que eren rebutjades violentament per militants islamistes que l'han amenaçat de mort diverses vegades.
Des de l'estiu de 1976, va participar activament en les revoltes que van precedir el referèndum per a un canvi constitucional destinat a garantir el govern de Boumédiène. En aquest context, es va convertir en objecte d'arrest, seguiment i tortura per part de la policia militar perquè reivindicava la seva identitat amazic en totes les manifestacions i reunions.
El 1980 va néixer la Primavera Amazic, el primer moviment de resistència contra el règim algerià que reclamava el reconeixement de l'idioma cabilenc com un idioma independent i igualitari a Algèria. En els enfrontaments amb la policia, 126 persones van morir i 5.000 van resultar ferides. Fehrat Mehenni va ser arrestat com a membre actiu i posat en llibertat un mes després. Va reprendre les seves activitats com a defensor d'una cultura independent de la Cabília, tot i que la policia el vigilava, l'intimidava i li va retenir el passaport.
El 30 de juny, va ser un dels fundadors de la Lliga Algeriana per la Defensa Drets Humans i va ser un dels membres de la seva junta. Va ser arrestat a Azazga el 17 de juliol com a membre de la Lliga i per celebrar el Dia de la Independència d'Algèria al marge dels actes oficials organitzats pel govern. Va ser portat al penal de Berrouaghia i sentenciat a tres anys de presó i una multa de 5.000 dinars. Després de tres mesos, va ser indultat el 27 d'abril de 1987 pel president.
El 1994, Mehenni va tornar d'una estada a París amb un Airbus d'Air France segrestat a Marsella pel Grup Islàmic Armat. Els islamistes el van reconèixer i van voler disparar-li abans de ser reduïts per les forces de seguretat franceses. Traumatitzat per aquesta experiència, va començar de nou a escriure cançons polítiques. El 2004, el seu fill gran, Améziane Mehenni, va ser assassinat a París.

### Música i política
Ferrat Mehenni prové d'una família en la qual es va conrear l'antiga tradició musical de la Cabília, per a explicar històries, tradicions, idees de la seva gent oralment. Ferrat fa servir aquest mitjà per a comunicar les seves idees sobre la llibertat política i els drets humans. La seva música i el seu compromís polític difícilment poden destriar-se.
Canta les seves cançons sota el nom de Ferhat Imazighen Imoula', que ha utilitzat des de la seva primera aparició a la ràdio algeriana després de guanyar el primer premi en un concurs nacional de música moderna. El nom del grup era Imazighen Imoula', i va ser la primera vegada que la paraula tabú imazighen («amazic») es pronunciava a la ràdio estatal. El presentador no va pronunciar bé la paraula quan va presentar Ferhat Mehenni com el guanyador i aquest el va corregir.

## Discografia
- 1979 : Chants révolutionnaires de Kabylie
- 1981 : Chants berbères de lutte et d'espoir
- 1983 : Lzzayer 20 Iseggwasen
- 1994 : Tuɣac n ddkir
- 1996 : Tuɣac n tmes d waman
- 2002 : I tmurt n Leqbayel
- 2008 : Adekker d Usirem
- 2015 : Tilelli i teqbaylit